# 恩田千佐子
恩田 千佐子（おんだ ちさこ、1967年9月4日 - ）は、中京テレビ放送のアナウンサー。

## 来歴
1990年、中京テレビに入社。同期入社は佐藤啓、石田史枝。佐藤は2023年に退職（フリーアナに転向）しており、中京テレビにおける最年長アナウンサーとなった。同局の人気番組『P.S.愛してる!』の食レポが話題となり、「おんちゃん」の愛称で親しまれている。
2009年3月16日より、本多小百合の後任として『NNN Newsリアルタイム』の中京ローカルメインキャスターに就任。その後引き続き、『news every.』（2010年3月〜2012年3月）の中京ローカルメインキャスターに続投、2012年4月2日より、『キャッチ!』のメインキャスターに就任。2025年3月現在、およそ16年間にわたり中京テレビの”夕方の顔”をつとめている。30年以上のベテランとして、東海地区において高い知名度を誇る。
2009年には、『24時間テレビ 「愛は地球を救う」32 START!〜一歩を踏みだそう〜』にて本多から中京テレビの総合司会を引き継ぎ、2016年まで8年間担当した。
2013年3月21日、『第34回NNSアナウンス大賞』における最優秀パーソナリティー賞を受賞。審査結果がテレビ部門大賞を受賞した松井礼明（福岡放送アナウンサー）と同点なため、優劣つけがたいとして審査員特別賞にあたる同賞が恩田に贈られた。
2017年11月10日の『キャッチ!』内で初期の乳がんであることを公表。11月13日から11月29日まで手術のために同番組を休演。11月30日の放送では発見から治療までの経緯が特集された。同年12月20日より治療と休養に入り、2018年3月19日放送の『キャッチ!』にて復帰を果たす。
2019年、恩田の乳がん闘病を追ったドキュメンタリー番組「私…がんになりました。アナウンサーの乳がん闘病記」が製作された。復帰後から髪を伸ばし始めヘアドネーションをする直前にはロングヘアとなり、ポニーテールや三つ編みにする姿が多くみられた。2021年11月、3年半以上伸ばした髪をヘアドネーションしボブヘアーとなる。2025年現在、前回ヘアドネーションする直前より更に長いロングヘアとなっている。
2021年7月26日、『キャッチ!』の冒頭にて松原朋美が恩田の新型コロナウイルス感染を発表。同年8月6日に復帰。

## 人物
1993年に結婚。1997年に長女、2001年には長男を出産。夫とは2007年ごろ死別している。長女は「恩田の娘」として、『キャッチ!』に出演している。

## 担当番組
太字は現在担当中。
- キャッチ!
  - 月曜〜金曜メインキャスター（番組開始 - 2022年3月25日）
  - 月曜〜木曜メインキャスター （2022年3月28日 - 現在）
  - 中継コーナー:東海3県各地に中継担当（2022年4月1日 - 2023年3月31日）
- 前略、大とくさん（アシスタント（不定期）、（2024年2月11日- [11])
- おはようテレワッサン（キャスター）
- 中京テレビニュースプラス1 （メインキャスター、降板後も2003年からリポーターとして出演）
- 生活情報クイズ 知って得Q便! （アシスタント）
- P.S.愛してる! （アシスタント）
- 心にエール!ふるさと夢図鑑（リポーター）
- あなたと中京テレビ
- PS （アシスタント → 不定期出演）
- ほっとてれび（メインキャスター）
- 作ろう!食べよう!わんぱくドリーム（司会）
- ピアット（3代目アシスタント）
- 中京テレビNEWSリアルタイム（リポーター・ナレーター、2009年3月16日からはメインキャスター）
- ミヤネ屋@ナゴヤ店（ミヤネ屋@ナゴヤ店店長）
- ミヤネ屋 中京テレビNEWS （前期キャスター） - これが縁で、『情報ライブ ミヤネ屋』の東海3県からの中継にも参加していた。
- 24時間テレビ 「愛は地球を救う」 中京テレビローカルパート（司会）
- news every. 中京テレビローカルパート（メインキャスター）
- 翔べ!工業高校マーチングバンド部〜泣き虫先生が僕らに教えてくれたこと〜（2020年4月4日、中京テレビ） - キャッチ! キャスター 恩田千佐子役

### テレビドラマ
- 絢音（ニュースキャスター役、特別出演）